# Đội hình của các đội tuyển trong King's Cup 2019
Cúp Nhà vua Thái Lan 2019 là giải bóng đá giao hữu giữa các đội tuyển bóng đá nam quốc gia. Giải đấu lần này được tổ chức ở Buriram, Thái Lan diễn ra từ ngày 5 đến ngày 8 tháng 6 năm 2019.
Dưới đây là 23 cầu thủ của mỗi đội tuyển quốc gia được đăng kí cho giải đấu lần này.
Các cầu thủ được đánh dấu (c) là đội trưởng của đội tuyển quốc gia đó. Số áo của các cầu thủ được tính cho đến khi bắt đầu giải đấu, bao gồm tất cả các trận giao hữu trước giải đấu được FIFA công nhận. Tuổi của cầu thủ là tuổi của họ vào ngày khai mạc của giải đấu.

## Curaçao
Huấn luyện viên:  Remko Bicentini
Dưới đây là 23 cầu thủ được đăng kí cho giải đấu Cúp Nhà vua Thái Lan 2019.

Lần đối đầu gần nhất là với đội tuyển U.S. Virgin Islands.
| Số | VT | Cầu thủ                   | Ngày sinh (tuổi)  | Trận | Bàn | Câu lạc bộ               |
| -- | -- | ------------------------- | ----------------- | ---- | --- | ------------------------ |
| 1  | TM | Eloy Room                 | 6 tháng 2, 1989   | 24   | 0   | PSV                      |
|    | TM | Zeus de la Paz            | 11 tháng 3, 1995  | 2    | 0   | Oldham Athletic A.F.C.   |
| 16 | TM | Jairzinho Pieter          | 11 tháng 11, 1987 | 12   | 0   | Vesta                    |
|    |    |                           |                   |      |     |                          |
| 3  | HV | Cuco Martina (Đội trưởng) | 25 tháng 9, 1989  | 40   | 2   | Feyenoord                |
| 12 | HV | Shanon Carmelia           | 20 tháng 3, 1989  | 33   | 2   | IJsselmeervogels         |
| 4  | HV | Darryl Lachman            | 11 tháng 11, 1989 | 21   | 1   | PEC Zwolle               |
|    | HV | Juriën Gaari              | 23 tháng 12, 1993 | 6    | 0   | RKC                      |
| 6  | HV | Jurich Carolina           | 15 tháng 7, 1998  | 4    | 0   | Den Bosch                |
| 14 | HV | Shermar Martina           | 14 tháng 4, 1996  | 3    | 0   | MVV                      |
|    |    |                           |                   |      |     |                          |
| 11 | TV | Gevaro Nepomuceno         | 10 tháng 11, 1992 | 35   | 7   | Oldham Athletic A.F.C.   |
| 7  | TV | Leandro Bacuna            | 21 tháng 8, 1991  | 19   | 11  | Cardiff City             |
| 18 | TV | Elson Hooi                | 1 tháng 10, 1991  | 18   | 6   | ADO Den Haag             |
| 8  | TV | Jarchinio Antonia         | 27 tháng 12, 1990 | 16   | 0   | AEL Limassol             |
| 2  | TV | Michaël Maria             | 31 tháng 1, 1995  | 11   | 0   | Charlotte Independence   |
|    | TV | Roly Bonevacia            | 8 tháng 10, 1991  | 0    | 0   | Western Sydney Wanderers |
| 5  | TV | Ayrton Statie             | 22 tháng 7, 1994  | 9    | 0   | Lienden                  |
|    | TV | Gersinio Constancia       | 6 tháng 4, 1990   | 3    | 0   | Jong Holland             |
| 17 | TV | Shermaine Martina         | 14 tháng 4, 1996  | 2    | 0   | MVV                      |
|    |    |                           |                   |      |     |                          |
| 10 | TĐ | Jafar Arias               | 16 tháng 6, 1995  | 0    | 0   | Emmen                    |
|    | TĐ | Charlison Benschop        | 21 tháng 8, 1989  | 3    | 0   | De Graafschap            |
| 15 | TĐ | Gervane Kastaneer         | 9 tháng 6, 1996   | 1    | 0   | NAC                      |
|    | TĐ | Gino van Kessel           | 9 tháng 3, 1993   | 18   | 8   | Roeselare                |
| 20 | TĐ | Jimbertson Vapor          | 10 tháng 2, 1996  | 0    | 0   | Scherpenheuvel           |

## Ấn Độ
Huấn luyện viên:  Igor Štimac
Dưới đây là 23 cầu thủ được đăng kí cho giải đấu Cúp Nhà vua Thái Lan 2019.

Lần đối đầu gần nhất là với đội tuyển  Bahrain.
| Số | VT | Cầu thủ               | Ngày sinh (tuổi)  | Trận | Bàn | Câu lạc bộ      |
| -- | -- | --------------------- | ----------------- | ---- | --- | --------------- |
|    | TM | Gurpreet Singh Sandhu | 3 tháng 2, 1992   | 30   | 0   | Bengaluru       |
|    | TM | Kamaljit Singh        | 28 tháng 12, 1995 | 4    | 0   | Pune City       |
|    | TM | Amrinder Singh        | 27 tháng 5, 1993  | 3    | 0   | Mumbai City     |
|    |    |                       |                   |      |     |                 |
|    | HV | Adil Khan             | 7 tháng 7, 1988   | 3    | 0   | Pune City       |
|    | HV | Subhasish Bose        | 18 tháng 8, 1995  | 14   | 0   | Mumbai City     |
|    | HV | Rahul Bheke           | 6 tháng 12, 1990  | 0    | 0   | Bengaluru       |
|    | HV | Sandesh Jhingan       | 21 tháng 7, 1993  | 31   | 4   | Kerala Blasters |
|    | HV | Pritam Kotal          | 8 tháng 9, 1993   | 32   | 0   | ATK             |
|    |    |                       |                   |      |     |                 |
|    | TV | Amarjit Singh Kiyam   | 6 tháng 1, 2001   | 0    | 0   | Jamshedpur      |
|    | TV | Anirudh Thapa         | 15 tháng 1, 1998  | 17   | 1   | Chennaiyin      |
|    | TV | Vinit Rai             | 11 tháng 10, 1997 | 6    | 0   | Delhi Dynamos   |
|    | TV | Brandon Fernandes     | 20 tháng 9, 1994  | 0    | 0   | Goa             |
|    | TV | Pronay Halder         | 25 tháng 2, 1993  | 17   | 1   | ATK             |
|    | TV | Udanta Singh          | 14 tháng 6, 1996  | 18   | 1   | Bengaluru       |
|    | TV | Sahal Abdul Samad     | 1 tháng 4, 1997   | 0    | 0   | Kerala Blasters |
|    | TV | Jackichand Singh      | 17 tháng 3, 1992  | 18   | 2   | Goa             |
|    | TV | Michael Soosairaj     | 30 tháng 10, 1994 | 0    | 0   | ATK             |
|    | TV | Raynier Fernandes     | 22 tháng 2, 1996  | 0    | 0   | Mumbai City     |
|    | TV | Lallianzuala Chhangte | 8 tháng 6, 1997   | 7    | 3   | Delhi Dynamos   |
|    |    |                       |                   |      |     |                 |
|    | TĐ | Farukh Choudhary      | 8 tháng 11, 1996  | 5    | 0   | Jamshedpur      |
|    | TĐ | Balwant Singh         | 15 tháng 12, 1986 | 10   | 3   | ATK             |
|    | TĐ | Sunil Chhetri         | 3 tháng 8, 1984   | 107  | 67  | Bengaluru       |
|    | TĐ | Manvir Singh          | 7 tháng 11, 1995  | 6    | 3   | Goa             |

## Thái Lan
Huấn luyện viên:  Sirisak Yodyardthai (quyền)
Dưới đây là 23 cầu thủ được đăng kí cho giải đấu Cúp Nhà vua Thái Lan 2019.

Lần đối đầu gần nhất là với đội tuyển  Uruguay.

| Số | VT | Cầu thủ                      | Ngày sinh (tuổi)  | Trận | Bàn | Câu lạc bộ           |
| -- | -- | ---------------------------- | ----------------- | ---- | --- | -------------------- |
|    | TM | Kawin Thamsatchanan          | 26 tháng 1, 1990  | 64   | 0   | OH Leuven            |
|    | TM | Siwarak Tedsungnoen          | 20 tháng 4, 1984  | 18   | 0   | Buriram United       |
|    | TM | Chatchai Budprom             | 4 tháng 2, 1987   | 9    | 0   | BG Pathum United     |
|    |    |                              |                   |      |     |                      |
|    | HV | Theerathon Bunmathan         | 6 tháng 2, 1990   | 58   | 5   | Yokohama F. Marinos  |
|    | HV | Tristan Do                   | 31 tháng 1, 1993  | 30   | 0   | Bangkok United       |
|    | HV | Adisorn Promrak              | 21 tháng 10, 1993 | 29   | 0   | Muangthong United    |
|    | HV | Peerapat Notchaiya           | 4 tháng 2, 1993   | 29   | 1   | Bangkok United       |
|    | HV | Narubadin Weerawatnodom      | 12 tháng 7, 1994  | 26   | 0   | Buriram United       |
|    | HV | Pansa Hemviboon              | 8 tháng 7, 1990   | 18   | 4   | Buriram United       |
|    | HV | Suphan Thongsong             | 26 tháng 8, 1994  | 6    | 0   | Suphanburi           |
|    | HV | Pawee Tanthatemee            | 22 tháng 10, 1996 | 0    | 0   | Ratchaburi Mitr Phol |
|    |    |                              |                   |      |     |                      |
|    | TV | Tanaboon Kesarat             | 21 tháng 9, 1993  | 45   | 1   | Port                 |
|    | TV | Sarach Yooyen                | 30 tháng 5, 1992  | 38   | 0   | Muangthong United    |
|    | TV | Thitiphan Puangchan          | 1 tháng 9, 1993   | 30   | 6   | Oita Trinita         |
|    | TV | Sumanya Purisai              | 5 tháng 12, 1986  | 18   | 0   | Port                 |
|    | TV | Peeradon Chamratsamee        | 15 tháng 9, 1992  | 3    | 0   | Samut Prakan City    |
|    | TV | Supachok Sarachat            | 22 tháng 5, 1998  | 1    | 0   | Buriram United       |
|    | TV | Siwakorn Jakkuprasat         | 23 tháng 4, 1992  | 0    | 0   | Port                 |
|    |    |                              |                   |      |     |                      |
|    | TĐ | Teerasil Dangda (Đội trưởng) | 6 tháng 6, 1988   | 99   | 43  | Muangthong United    |
|    | TĐ | Adisak Kraisorn              | 1 tháng 2, 1991   | 37   | 16  | Muangthong United    |
|    | TĐ | Supachai Jaided              | 1 tháng 12, 1998  | 12   | 4   | Buriram United       |
|    | TĐ | Surachat Sareepim            | 24 tháng 5, 1986  | 6    | 0   | BG Pathum United     |
|    | TĐ | Suphanat Mueanta             | 2 tháng 8, 2002   | 0    | 0   | Buriram United       |

## Việt Nam
Huấn luyện viên:  Park Hang-seo
Dưới đây là 23 cầu thủ được đăng kí cho giải đấu Cúp Nhà vua Thái Lan 2019.

Lần đối đầu gần nhất là với đội tuyển  Nhật Bản.
| Số | VT | Cầu thủ                    | Ngày sinh (tuổi)  | Trận | Bàn | Câu lạc bộ         |
| -- | -- | -------------------------- | ----------------- | ---- | --- | ------------------ |
|    | TM | Nguyễn Văn Toản            | 26 tháng 11, 1999 | 0    | 0   | Hải Phòng          |
|    | TM | Trần Nguyên Mạnh           | 20 tháng 12, 1991 | 24   | 0   | Sông Lam Nghệ An   |
|    | TM | Đặng Văn Lâm               | 13 tháng 8, 1993  | 15   | 0   | Muangthong United  |
|    |    |                            |                   |      |     |                    |
|    | HV | Đỗ Duy Mạnh                | 29 tháng 9, 1996  | 19   | 0   | Hà Nội             |
|    | HV | Quế Ngọc Hải (Đội trưởng)  | 15 tháng 5, 1993  | 42   | 2   | Viettel            |
|    | HV | Trần Đình Trọng            | 25 tháng 4, 1997  | 9    | 0   | Hà Nội             |
|    | HV | Bùi Tiến Dũng              | 2 tháng 10, 1995  | 20   | 0   | Viettel            |
|    | HV | Đoàn Văn Hậu               | 19 tháng 4, 1999  | 16   | 0   | Hà Nội             |
|    | HV | Nguyễn Phong Hồng Duy      | 13 tháng 6, 1996  | 7    | 0   | Hoàng Anh Gia Lai  |
|    | HV | Huỳnh Tấn Sinh             | 6 tháng 4, 1998   | 0    | 0   | Quảng Nam          |
|    | HV | Vũ Văn Thanh               | 14 tháng 4, 1996  | 15   | 2   | Hoàng Anh Gia Lai  |
|    |    |                            |                   |      |     |                    |
|    | TV | Lương Xuân Trường          | 28 tháng 4, 1995  | 31   | 1   | Buriram United     |
|    | TV | Nguyễn Tuấn Anh            | 16 tháng 5, 1995  | 8    | 1   | Hoàng Anh Gia Lai  |
|    | TV | Nguyễn Trọng Hoàng         | 14 tháng 4, 1989  | 62   | 12  | Viettel            |
|    | TV | Trần Minh Vương            | 28 tháng 3, 1995  | 3    | 0   | Hoàng Anh Gia Lai  |
|    | TV | Phạm Đức Huy               | 20 tháng 1, 1995  | 7    | 1   | Hà Nội             |
|    | TV | Đỗ Hùng Dũng               | 8 tháng 9, 1993   | 12   | 0   | Hà Nội             |
|    | TV | Trần Văn Kiên              | 13 tháng 5, 1996  | 0    | 0   | Hà Nội             |
|    |    |                            |                   |      |     |                    |
|    | TĐ | Nguyễn Văn Toàn (Đội phó)  | 12 tháng 4, 1996  | 21   | 4   | Hoàng Anh Gia Lai  |
|    | TĐ | Nguyễn Công Phượng         | 21 tháng 1, 1995  | 31   | 8   | Incheon United     |
|    | TĐ | Hà Đức Chinh               | 22 tháng 9, 1997  | 6    | 0   | SHB Đà Nẵng        |
|    | TĐ | Nguyễn Anh Đức             | 24 tháng 10, 1985 | 32   | 11  | Becamex Bình Dương |
|    | TĐ | Nguyễn Quang Hải (Đội phó) | 12 tháng 4, 1997  | 17   | 5   | Hà Nội             |